# Kimobetsu
Kimobetsu (jap. 喜茂別町 Kimobetsu-chō) – miasto w Japonii, w prefekturze Hokkaido, w podprefekturze Shiribeshi. Według danych na rok 2020 miejscowość zamieszkiwało 2 156 mieszkańców , a gęstość zaludnienia wyniosła 11,4 os./km².